# M'Bemba
Ne doit pas être confondu avec Mbemba ou Mpemba.
 (mai 2021).
Si vous disposez d'ouvrages ou d'articles de référence ou si vous connaissez des sites web de qualité traitant du thème abordé ici, merci de compléter l'article en donnant les références utiles à sa vérifiabilité et en les liant à la section « Notes et références ».
Albums de Salif Keïta
Moffou
(2002) La Différence
(2009)
M'Bemba (signifiant en malinké l'ancêtre) est un album de Salif Keïta sorti le 1er novembre 2005 chez Universal.

## Liste des titres
La liste des titres de cet album est.
| No  | Titre             | Durée |
| --- | ----------------- | ----- |
| 1.  | Bobo              |       |
| 2.  | Laban             |       |
| 3.  | Calculer          |       |
| 4.  | Dery              |       |
| 5.  | Ladji             |       |
| 6.  | Kamoukie          |       |
| 7.  | Yambo             |       |
| 8.  | Tu vas me manquer |       |
| 9.  | M'Bemba           |       |
| 10. | Moriba            |       |